# Kirschenmichel

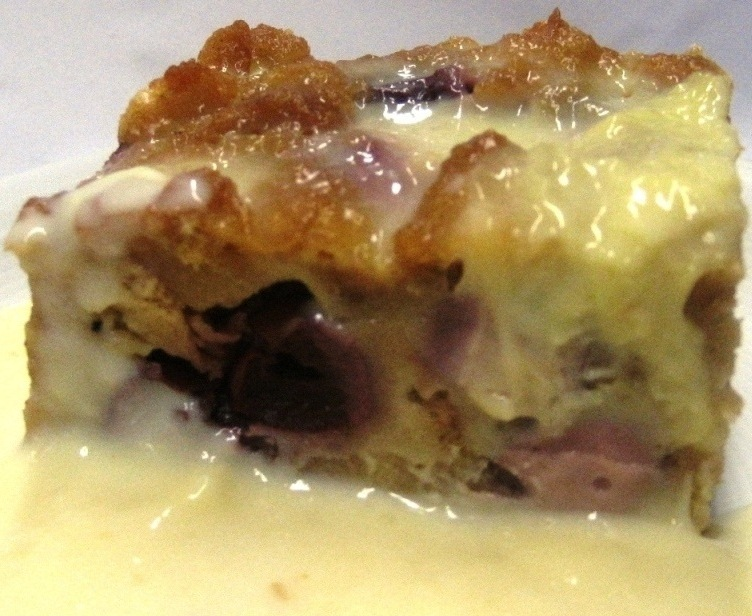
Kirschenmichel con salsa de vainilla

Kirschenmichel es un postre típico de la cocina alemana y muy tradicional en concreto de la cocina de suabia, regionalmente conocido con los nombres de: Kirschenplotzer, Körschmichl,  Kirschenjockel, Kirschpfanne, Kirschenmännla. Se puede encontrar en los estados federales de Palatinado, Hesse, Baden-Württemberg, Baviera y Franconia. Es un postre casero que rara vez se encuentra en restaurantes.
El nombre de este postre se compone de Kirschen-michel, Kirschen significa cereza.

## Composición y Elaboración
El Kirschenplotzer se compone de los restos de panecillos (Brötchen) de otros días ya duros, generalmente disueltos y mezclados en una pasta elaborada con mantequilla, leche, huevo y azúcar, cerezas enteras (tanto dulces como ácidas) todo ello en un recipiente de cerámica o vidrio para ser puesto en el horno. Se ponen además como especias aromáticas la vainilla, canela, almendras y clavo. La receta de este postre tiene diferentes variaciones regionales.

## Servir
El postre se suele servir caliente y debido a las características poco ligeras de este postre se suele tomar tras una sopa o cualquier otro plato principal ligero. Dependiendo del tipo de pan empleado el postre sale más o menos ligero. Puede tomarse en verano o invierno, siendo lo más habitual en los meses de verano (posiblemente cuando está más disponible la cereza). Se suele servir acompañado con salsa de vainilla.  

## Variantes
Una especialidad del Kirschenmichel muy similar existe en el sur de Alemania y se denomina Ofenschlupfer. En vez de cerezas se puede emplear manzana que se puede introducir entre los panecillos alternando al igual que una lasaña, se añade una salsa que está compuesta de mantequilla, azúcar y huevo. Antes de componer este postre las rodajas de manzana se pueden marinar en ron, o bien se pueden añadir pasas marinadas en el mismo alcohol. Se sirve inmediatamente tras sacarlo del horno y con salsa de vainilla. 